# جيمس ستيوارت (لاعب دوري الرغبي)
جيمس ستيوارت (بالإنجليزية: James Stuart)‏ هو لاعب دوري الرغبي أسترالي، ولد في 24 سبتمبر 1988 في أستراليا.